# Cho Ji-hun
Cho Ji-hun (kor. 조지훈; * 29. Mai 1990 in Ulsan) ist ein südkoreanischer Fußballspieler.

## Karriere
Cho Ji-hun erlernte das Fußballspielen in diversen Schulauswahlen sowie der Mannschaft der Yonsei University. Seinen ersten Vertrag unterschrieb er 2012 bei den Suwon Samsung Bluewings. Das Fußballfranchise aus der südkoreanischen Stadt Suwon spielte in der höchsten Liga des Landes, der K League Classic. 2014 und 2015 feierte er mit Suwon die Vizemeisterschaft. 2016 bis 2017 spielte er auf Leihbasis beim Sangju Sangmu FC in Sangju. Zu den Spielern des Vereins zählen südkoreanische Profifußballer, die ihren zweijährigen Militärdienst ableisten. Nach dem Militärdienst kehrte er Mitte 2017 zu den Bluewings zurück. Für die Bluewings absolvierte er insgesamt 61 Erstligaspiele. Anfang 2019 wechselte er zum Ligakonkurrenten Gangwon FC nach Gangwon-do. Anfang 2021 ging er nach Thailand. Hier unterschrieb er einen Vertrag beim thailändischen Meister Chiangrai United in Chiangrai.  Am 1. September 2021 spielte er mit Chiangrai als amtierender Pokalsieger um den Thailand Champions Cup. Das Spiel gegen den thailändischen Meister BG Pathum United FC im 700th Anniversary Stadium in Chiangmai verlor man mit 0:1. Nach 24 Erstligaspielen sowie fünf Einsätzen in der AFC Champions League wurde sein Vertrag nach der Hinrunde 2021/22 nicht verlängert. Anschließend ging Cho zurück in seine Heimat zum FC Seoul. Für den Erstligisten aus Seoul bestritt er fünf Ligaspiele. Nach der Saison wurde sein Vertrag nicht verlängert. Zu Beginn der Saison 2023 unterschrieb er einen Vertrag beim Zweitligisten Jeonnam Dragons.

## Erfolge
Suwon Samsung Bluewings
- Südkoreanischer Vizemeister: 2014, 2015

Chiangrai United
- Thailändischer Pokalsieger: 2021